# Amelini
Gli Amelini Beier, 1935 sono una tribù di insetti Mantoidei della famiglia Mantidae; si tratta dell'unica tribù della sottofamiglia Amelinae.

## Tassonomia
- Sottofamiglia Amelinae [1]
  - tribù Amelini
    - genere Amantis Giglio-Tos, 1915
    - genere Ameles Burmeister, 1838
    - genere Apterameles Beier, 1950
    - genere Apteromantis Werner, 1931
    - genere Armeniola Giglio-Tos, 1915
    - genere Bimantis Giglio-Tos, 1915
    - genere  Bolbella Giglio-Tos, 1915
    - genere  Compsomantis Saussure, 1872
    - genere   Congomantis Werner, 1929
    - genere   Dimantis Giglio-Tos, 1915
    - genere   Dystactula Giglio-Tos, 1927
    - genere   Elaea Stal, 1877
    - genere   Elmantis Giglio-Tos, 1915
    - genere   Gimantis Giglio-Tos, 1915
    - genere   Gonypeta Saussure, 1869
    - genere   Gonypetella Giglio-Tos, 1915
    - genere   Gonypetoides Beier, 1942
    - genere   Gonypetyllis Wood-Mason, 1891
    - genere Haldwania Beier, 1930
    - genere Holaptilon Beier, 1964
    - genere Litaneutria Saussure, 1892
    - genere Memantis Giglio-Tos, 1915
    - genere Myrcinus Stal, 1877
    - genere Pseudoyersinia Kirby, 1904
    - genere Telomantis Giglio-Tos, 1915
    - genere Yersinia Saussure, 1869
    - genere Yersiniops Hebard, 1931